# Аннас-Ритрит
Аннас-Ритрит (англ. Anna's Retreat) — 2-й по населению город город Американских Виргинских островов, расположенный в восточной части острова Сент-Томас в долине Туту.
Население — 8 197 чел. (по данным на 2000 г.). В городе расположено две начальные школы: The Joseph Gomez и the Emanuel Benjamin Oliver. Кроме здесь расположено значительное количество магазинов.